# Apanteles aragatzi
Apanteles aragatzi är en stekelart som beskrevs av Vladimir Ivanovich Tobias 1976. Apanteles aragatzi ingår i släktet Apanteles och familjen bracksteklar. Arten är reproducerande i Sverige. Inga underarter finns listade i Catalogue of Life.